# Internationaal circusfestival van Monte Carlo
Het Internationaal circusfestival van Monte Carlo is een jaarlijks festival dat sinds 1974 bestaat. Het is opgericht door prins Reinier III van Monaco. Het festival vindt elk jaar in januari plaats in Monte Carlo. Tijdens het festival worden de Gouden Clowns uitgereikt, evenals een Zilveren Clown en een Bronzen Clown. Dit zijn de hoogste onderscheidingen voor circusartiesten.
In Nederland wordt dit circusfestival elk jaar tijdens de kerstdagen en nieuwjaarsdag op televisie uitgezonden op NPO 1. De uitzending op Tweede Kerstdag is telkens een herhaling van de uitzending van de vorige nieuwjaarsdag, dus die van 1 januari van het lopende jaar.

## Bekroningen

### Gouden clown (Clown d'or)
- 1999 : Anatoliy Zalewskiy - Oekraïne
- 2001 : Alexis Grüss - Frankrijk
- 2002 : Los Quiros - Colombia
- 2003 : la Troupe Puzanovi- Rusland
- 2004 : la Troupe Acrobatique de Pékin Pagode de bols - China
- 2005 : la Troupe Rodion - Rusland
- 2006 : «pas de deux» - China
- 2007 : la Famille Casartelli - Italië
- 2008 : Li Wei - China
- 2009 : Flight of Passion - Rusland
- 2010 : Martin Lacey Jr - Verenigd Koninkrijk
- 2011 : Bello Nock - USA
- 2012 : La famille Caselly - Duitsland
- 2013 : La Troupe nationale acrobatique de Pékin - China
- 2014 : Desire of Flight en Troupe Sokolov
- 2015 : Troupe National de Pyongyang - Noord-Korea, Troupe nationale acrobatique de Chine, Anastasia Fedotova-Stykan et ses chevaux, Fumagalli et Daris
- 2017 : Troupe Trushin, Sky Angels

### Zilveren clown (Clown d'argent)
- 1984 : Manuela Beeloo - Nederland- Hoge school act
- 2002 : Picaso Jr - Spanje
- 2003 : Victor Kee - Canada
- 2004 : la Troupe Kovgar - Rusland
- 2005 : La Troupe Ignatov – Hongarije
- 2006 : Flavio togni - Italië
- 2007 : Troupe Domchyn - Rusland
- 2008 : La Famille Casselly - Duitsland
- 2009 : Troupe acrobatique de Fujian - China
- 2010 : Les Anges du Cirque du Soleil - Canada
- 2011 : Valérie Inertie - Canada
- 2012 : Vladislav Goncharov - Oekraïne
- 2013 : Jean-François Pignon – Frankrijk
- 2014 : Hans Klok – Nederland, Duo Suining, Troupe Dobrovitskiy, La Cavalerie de Vinicio Canastrelli, Togni, Rosi Hochegger, Troupe acrobatique de Wuhan
- 2015 : La Troupe Shatirov, La Troupe Pronin, La Troupe de Yakov Ekk (Djiguites), La Troupe acrobatique de Tianjin
- 2017 : Troupe Acrobatique de Xianjiang, Chilly & Fly, Marek Jama, Erwin Frankello, Frères Zapashny

### Bronzen clown (Clown de bronze)
- 2002 : la troupe Cirneanu Platinium - Roemenië
- 2003 : Franco Knie et Franco Knie Jr - Zwitserland
- 2004 : Alan Sulc - Tsjechië
- 2005 : Carlos Savadra - Rusland
- 2006 :
- 2007 : Duo Bobrovi - Rusland
- 2008 : Marina & Svetlana - Canada
- 2009 : HOUSCH-МА-HOUSCH - Oekraïne , Elvis Errani - Italië
- 2010 : The Blue Sky Girls - Mongolië
- 2011 : Troupe Alma’s - Roemenië
- 2012 : Flying to the stars - Oekraïne
- 2013 : Gran Circo Mundial – Spanje
- 2014 : Sacha, Elisa Kachatryan, Anastasia Makeeva, Duo Kvas, La famille Gartner, Tom Dieck Jr
- 2015 : La Troupe Kolykhalov, Duo Silver Stones, Elvis Errani, Duo Black & White, Musa John Selepe avec les lions de Marcel Peters, Meleshin Brothers
- 2017 : Troupe Gerlings, Sons Company, Troupe Holmikers, Mario Berousek, Alexandre Batuev, Troupe Skoko